# Överst-Svarttjärnen
Överst-Svarttjärnen är en sjö i Sorsele kommun i Lappland och ingår i Umeälvens huvudavrinningsområde. Sjön har en area på 0,0837 kvadratkilometer och ligger 524,3 meter över havet. Överst-Svarttjärnen ligger i Vindelfjällen Natura 2000-område. Sjön avvattnas av vattendraget Jipmokbäcken.

## Delavrinningsområde
Överst-Svarttjärnen ingår i det delavrinningsområde (729613-154992) som SMHI kallar för Mynnar i Storvindeln. Medelhöjden är 553 meter över havet och ytan är 17,01 kvadratkilometer. Det finns inga avrinningsområden uppströms utan avrinningsområdet är högsta punkten. Jipmokbäcken som avvattnar avrinningsområdet har biflödesordning 3, vilket innebär att vattnet flödar genom totalt 3 vattendrag innan det når havet efter 362 kilometer. Avrinningsområdet består mestadels av skog (98 procent). Avrinningsområdet har 0,32 kvadratkilometer vattenytor vilket ger det en sjöprocent på 1,9 procent.